# Нейроінформатика
Не́йроінформа́тика — галузь біоінформатики, яка займається аналізом та моделюванням будови та функцій мозку.
Нейроінформатика — галузь наукових досліджень, що лежить на перетині нейронауки та інформатики, і тісно пов'язана з обчислювальною нейронаукою. До кола її завдань належить збір даних, отриманих під час нейробіологічних досліджень, переведення цих результатів у формат баз даних для їх подальшого аналізу за допомогою обчислювальних моделей і спеціалізованих комп'ютерних аналітичних програмних інструментів, забезпечення сумісності між базами даних, форматами моделей і іншими колекціями даних для полегшення обміну інформацією про різні аспекти функціонування і будови нервових систем. Нейроінформатика покликана полегшувати обмін даними між багатьма різними дисциплінами нейронауки, такими як: когнітивна психологія, поведінкова нейронаука та психогенетика, і зводити їх до спільного знаменника.
Термін «нейроінформатика» набув популярності внаслідок зростання складності нейронаукових даних і потреби в спеціалізованих інструментах і техніках для використання її потенціалу. Завдяки прогресу в нейровізуалізації, електрофізіології та молекулярній біології та нейронауці дослідники отримують дані в безпрецедентному масштабі. Нейроінформатика діє як міст між необробленими даними та значущими розуміннями, пропонуючи обчислювальні рішення, стратегії управління даними та аналітичні методології для інтерпретації та ефективного використання цього багатства інформації.
Нейроінформатика відіграє вирішальну роль у розвитку фундаментального розуміння мозку, а також у клінічних застосуваннях, де вона допомагає в діагностиці та лікуванні неврологічних розладів, та в освіті, гарантуючи, що наступне покоління нейронауковців буде забезпечено необхідними навичками для навігації в багатому даними ландшафту сучасної нейронауки.

## Історія
Витоки нейроінформатики можна віднести до кінця 20-го століття, ознаменованого зусиллями таких піонерів, як Рольф Коттер, чия робота відіграла важливу роль у просуванні інтеграції обчислювальних методів і управління даними в нейронауці, і Генрі Маркрам, засновник «Human Brain Project», які визнали необхідність системного підходу до обробки нейронних даних. Відтоді галузь стала свідком надзвичайного зростання, що було спричинене експоненціальним збільшенням доступних даних і розвитком передових обчислювальних інструментів і методів.
Вважають, що нейроінформатику започаткував американський проект «Human Brain Project», заснований у 1993 році Генрі Маркрамом. У 1991 році завершились 2 роки досліджень на замовлення Національного інституту охорони здоров'я, Національного наукового фонду, НАСА і Міністерства енергетики про потреби нейронауки з поширення даних і можливостей інформаційних технологій опрацьовувати різноманіття, складність і кількість даних, доступних на той час і в майбутньому. Національна академія наук США зробила висновок, що програма з нейроінформатики необхідна для розуміння розвитку мозку, а також для розуміння, лікування і попередження розладів нервової системи.

## Нейроінформатика в нейронауці
Нейроінформатика стала важливим каталізатором сучасних нейронаукових досліджень.

### Роль нейроінформатики
Експоненційний ріст даних у нейронауці, що випливає з різноманітних методів, таких як нейровізуалізація, електрофізіологія та генетика, вимагає втручання нейроінформатики, яка виконує наступні функції:
- Інтеграція даних: нейроінформатика гармонізує дані з різноманітних джерел, сприяючи цілісному розумінню складних процесів у мозку за допомогою крос-модального об’єднання даних.[5][6][7][8]
- Управління даними: ефективне зберігання, організація та пошук даних є важливими. Нейроінформатика забезпечує основу для керування великомасштабними даними, забезпечуючи збереження та доступність.[9][10][11][12]
- Аналіз даних: завдяки обчислювальним інструментам і методологіям нейроінформатика дає змогу аналізувати дані, надаючи дослідникам змогу отримувати значущі ідеї та шаблони з необроблених даних.[13][14][15][16]
- Перевірка гіпотез: нейроінформатика сприяє перевірці гіпотез і розробці моделей, що є критично важливим для просування теорій і розуміння процесів мозку.[17][18]

### Виклики нейроінформатики
Нейроінформатика стикається з кількома проблемами:
- Складність даних: дані нейронауки є багатовимірними та складними, вимагаючи передових методів обробки та інтеграції даних.[5][6][7]
- Конфіденційність даних і етика: зі збільшенням обсягу обміну даними етичні та юридичні проблеми щодо конфіденційності даних і згоди на їх використання стають першочерговими.[19][20][21]
- Стандартизація даних: встановлення загальних стандартів даних має вирішальне значення для полегшення обміну даними та співпраці.[22][23]

### Нейроінформатичні ініціативи
Кілька впливових ініціатив сформували нейроінформатику як наукову дисципліну, створивши передумови для подальшого розвитку:
- Проект «Людський мозок» («Human Brain Project»): має на меті створити повний атлас людського мозку та розробити імітаційні моделі, покращуючи наше розуміння функції мозку.[24][25][26]
- Бази даних нейровізуалізації: такі бази даних, як Allen Brain Atlas[en][27] і Human Connectome Project[en][28], пропонують обширні дані нейровізуалізації, покращуючи дослідження структури мозку та зв’язків конектому.
- Платформи обміну даними: такі платформи, як Neurodata Without Borders[29] та NeuroVault[en][30], сприяють обміну та доступу до даних, сприяючи співпраці та прозорості.

## Перспективні технології та напрямки
Сфера нейроінформатики знаходиться на траєкторії швидкого зростання та інновацій, що обумовлено технологічним прогресом і поглибленням розуміння мозку. Деякі з перспективних технологій та напрямків включають:

### Передові обчислювальні методи
Інтеграція передових обчислювальних методів обіцяє змінити ландшафт нейроінформатики. Ключові тенденції:
- Машинне та глибоке навчання: застосування алгоритмів машинного[31][32] та, зокрема, глибокого навчання[33][34][35] для аналізу та моделювання розширюється та удосконалюється. Ці методи дозволять отримати детальнішу та точнішу інформацію зі складних великих даних мозку.
- Нейроморфні обчислення: натхненні архітектурою мозку нейроморфні обчислення спрямовані на розробку спеціалізованого обладнання — чипів[36] та комп'ютерів[37], які можуть ефективно симулювати нейронні процеси біологічних нейронних мереж. Цей підхід має потенціал для прискорення аналізу та моделювання даних у реальному часі.[38][39] (див. також Органоїдний інтелект)

### Персоналізована медицина
Нейроінформатика має потенціал зіграти ключову роль у персоналізованій медицині, пристосовуючи лікування та втручання до окремих людей на основі їхніх унікальних даних про мозок:
- Точна діагностика: розширені інструменти нейроінформатики забезпечать більш точну діагностику, дозволяючи клініцистам визначати неврологічні розлади на ранніх стадіях чи з кращою точністю.[40][41]
- Оптимізація лікування: персоналізована медицина передбачатиме налаштування лікування таких захворювань, як епілепсія, депресія та хвороба Альцгеймера, що призведе до покращення результатів для пацієнтів.[42][41] За останні кілька десятиліть спостерігалося різке збільшення обсягу складних мультимодальних даних у лікуванні неврологічних розладів і, зокрема, черепно-мозкових травм. Такі дані включають серійну високоточну мультимодальну характеристику церебрального фізіома, протеоміку сироватки й спинномозкової рідини, генетичні профілі та серійні передові методи нейровізуалізації. Інтеграція цих складних і серійно отриманих наборів даних із вихідними демографічними показниками пацієнта, інформацією про лікування та клінічними результатами з часом може бути складним завданням для лікуючого клініциста і автоматизація цих процесів методами нейроінформатики є перспективною.[40]

### Нейрокомп'ютерні інтерфейси
Нові тенденції в нейроінформатиці тісно пов’язані з розвитком нейрокомп'ютерних інтерфейсів, що пропонують нові можливості як для досліджень, так і для клінічних застосувань в нейрореабілітації:
- Нейропротезування: нейроінформатика сприяє вдосконаленню нейропротезів, відновленню рухливості та функцій особам із травмами спинного мозку та неврологічними захворюваннями.[43]
- Нейро-зворотній зв’язок (Нейрофідбек[en]): системи нейро-зворотнього зв’язку в реальному часі, створені за допомогою нейроінформатики, дозволять людям модулювати свою мозкову активність для терапевтичних цілей, потенційно допомагаючи в лікуванні розладів настрою, психічних розладів, знеболюванні, когнітивному тренінгу, спортивному тренінгу та для інших цілей.

### Етичні міркування та відповідальний ШІ
Оскільки нейроінформатика продовжує розвиватися, етичні міркування стають все більш життєво важливими:
- Конфіденційність даних. Будуть застосовані суворіші заходи щодо конфіденційності даних, щоб захистити конфіденційні дані мозку та забезпечити інформовану згоду на обмін даними.
- Алгоритмічна справедливість: Етичні практики штучного інтелекту будуть інтегровані в нейроінформатику, щоб пом’якшити упередженість і забезпечити справедливість в алгоритмах, які використовуються для аналізу даних мозку.

### Нейровізуалізація
- Функціональна конектоміка: методи відображення функціональних зв’язків у мозку стануть більш точними, проливаючи світло на динамічні мережі мозку.
- Зображення високої роздільної здатності: інновації у сфері зображень високої роздільної здатності покращать наше розуміння структури та функції мозку в більш тонкому масштабі.

### Посилення інтелекту та удосконалення людини
Нові тенденції в нейроінформатиці можуть сприяти покращенню когнітивних здібностей та удосконаленню людини:
- Збільшення можливостей мозку: нейрокомп'ютерні інтерфейси можуть призвести до збільшення когнітивних здібностей, викликаючи дискусії щодо етичних меж. (див. також Трансгуманізм, Постлюдина, Технологічна сингулярність)

## Див.також
- Обчислювальна нейронаука
- Нейронаука
- Нейроінженерія
- Нейрокібернетика
- Біоінформатика
- Біокібернетика

## Додаткова література

### Книги
- Серія книг Computational Neuroscience Series (MIT, 1991-2024+)

### Журнали
- Frontiers in Neuroinformatics (Frontiers Media[en])
- Neuroinformatics (Springer Nature)